# Repati krkoni
Repati krkoni (znanstveno ime Urodela ali Caudata) so skupina dvoživk, ki obdržijo rep vse življenje (za razliko od žab). Živijo v vodi, na kopnem in v podzemlju. Večina vrst ima notranjo oploditev in odlaga jajčeca v vodo posamič. Ličinke so podobne staršem, na zunaj se razlikujejo le v tem, da imajo zunanje škrge. Od nog se jim razvije najprej sprednji par.
V svetu je znanih prek 430 vrst repatih krkonov, v Sloveniji pa jih živi le šest.

## Taksonomija
Redu Caudata pripada 10 družin, ki so razdeljene v tri podredove. Klad Neocaudata je pogosto uporabljen za ločevanje podreda Cryptobranchoidea in Salamandroidea od podreda Sirenoidea.
| Cryptobranchoidea (orjaški močeradi) |                            |                                                    |             |
| Družina                              | Domače ime                 | Primer vrste                                       | Fotografija |
| Cryptobranchidae                     | orjaški močeradi           | Blatni vrag (Cryptobranchus alleganiensis)         |             |
| Hynobiidae                           | kotnozobci                 | Hynobius kimurae                                   |             |
| Salamandroidea (Napredni močeradi)   |                            |                                                    |             |
| Ambystomatidae                       | prečnozobci                | Ambystoma opacum                                   |             |
| Amphiumidae                          | jeguljarji                 | Amphiuma means                                     |             |
| Dicamptodontidae                     | pacifiški orjaški močeradi | pacifiški orjaški močerad (Dicamptodon tenebrosus) |             |
| Plethodontidae                       | brezpljučarji              | rdečehrbti aligatorski pupek (Plethodon cinereus)  |             |
| Proteidae                            | močerilarji                | človeška ribica (Proteus anguinus)                 |             |
| Rhyacotritonidae                     |                            | Rhyacotriton variegatus                            |             |
| Salamandridae                        | pupki in močeradi          | planinski pupek (Triturus alpestris)               |             |
| Sirenoidea (dvonožke)                |                            |                                                    |             |
| Sirenidae                            | dvonožke                   | velika dvonožka (Siren lacertina)                  |             |

## Repati krkoni v Sloveniji
- človeška ribica (Proteus anguinus)
- navadni močerad (Salamandra salamandra)
- planinski močerad (Salamandra atra)
- navadni pupek (Triturus vulgaris)
- planinski pupek (Triturus alpestris)
- veliki pupek (Triturus carnifex)